# Gare d'Avion
Pour les articles homonymes, voir Avion (homonymie).
La gare d'Avion est une gare ferroviaire française de la ligne d'Arras à Dunkerque-Locale, située sur le territoire de la commune d'Avion, dans le département du Pas-de-Calais, en région Hauts-de-France. 
C'est une gare de la Société nationale des chemins de fer français (SNCF), desservie par des trains TER Hauts-de-France.

## Situation ferroviaire
Établie à 43 mètres d'altitude, la gare d'Avion est située au point kilométrique (PK) 208,697 de la ligne d'Arras à Dunkerque-Locale, entre les gares ouvertes de Vimy et de Lens.

## Service des voyageurs

### Accueil

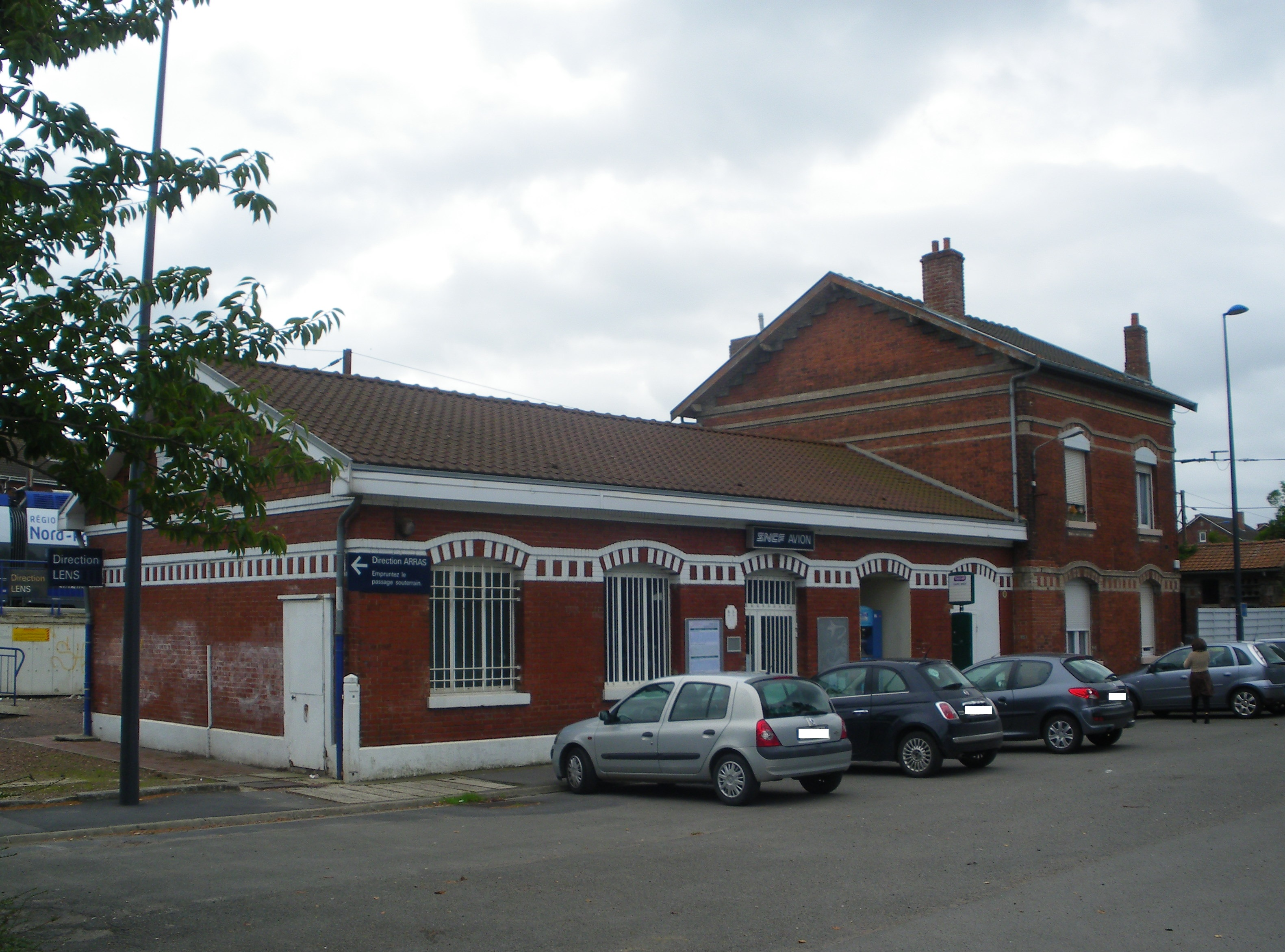
Le bâtiment voyageurs.

Gare SNCF, elle dispose d'un bâtiment voyageurs, avec guichet, ouvert du lundi au vendredi et fermé les samedis, dimanches et jours fériés. Elle est équipée d'automates pour l'achat de titres de transport.

### Desserte
Avion est desservie par des trains TER Hauts-de-France, qui effectuent des missions entre les gares d'Arras et d'Hazebrouck.

### Intermodalité
Un parking pour les véhicules est aménagé.